# Tillich-Kreis
Der Tillich-Kreis war eine Gruppe religiöser Sozialisten während der Weimarer Republik, benannt nach Paul Tillich.

## Entwicklung und Ziele
Im Jahr 1919 bildete sich ein relativ fester Kreis von überwiegend protestantischen Theologen und Sozialwissenschaftlern zunächst um den Berliner Pfarrer Friedrich Rittelmeyer. Diese Gruppe verstand sich als „freie geistige Bewegung“, deren einziges Band die geistige Gemeinschaft sein sollte. Bestimmend für den Kreis wurden der Theologe und Philosoph Paul Tillich, aber auch der Nationalökonom und Sozialpolitiker Eduard Heimann, der Sozialpädagoge Carl Mennicke und der Ökonom und Soziologe Adolph Lowe. Dieser war seit 1920 auch Herausgeber der „Blätter für den Sozialismus“, einer Zeitschrift des Kreises. In dieser Form erschien die Publikation bis 1927. Anschließend gab Heimann bis 1933 die „Neuen Blätter für den Sozialismus“ heraus. Diese Zeitschriften gehörten zu den anspruchsvollsten theoretischen Publikationen zur Sozialpolitik und zum Sozialismus in dieser Zeit. Das Hauptanliegen des Kreises war die Auseinandersetzung mit dem geistigen Klima nach 1918, das als geistiges Vakuum verstanden wurde. Dem versuchte die Gruppe in systematischer Reflexion der Gründe des Versagens der Theologie, der Kirche aber auch der sozialistischen Arbeiterbewegung nachzugehen. Ziel war es letztlich, dem Sozialismus einen zentralen Platz in einer umfassenden Kulturphilosophie zuzuweisen. Eine bestimmende Rolle spielte dabei Tillichs Versuch, den Sozialismus in sein kulturphilosophisch-theologisches System zu integrieren.
Auch wenn der Tillich-Kreis viele Auffassungen mit dem Bund der religiösen Sozialisten Deutschlands teilte, blieb die Gruppe unabhängig. Konnte der Bund zumindest in einigen Regionen auch nichtakademische Anhänger anziehen, blieb der Tillich-Kreis ein akademisches Diskussionsforum. Teilweise konnten die Mitglieder wie Tillich und Heimann auch im Exil ihren Kontakt aufrechterhalten.
Von den Angehörigen der Gruppe um Tillich gehörten nicht wenige während des Zweiten Weltkriegs zum Kreisauer Kreis. Zu ihnen gehörten Harald Poelchau, Adolf Reichwein, Carlo Mierendorff, Theodor Haubach, Otto Heinrich von der Gablentz und Adam von Trott zu Solz.